# Albulidae
Albulidae é uma família de peixes actinopterígeos, conhecidos vulgarmente como flechas. É a única representante da ordem Albuliformes. Nela se incluem sete espécies em dois géneros (ver taxonomia).
São peixes essencialmente marinhos, embora haja espécies de água doce e salobra. O grupo distribui-se nos mares tropicais e alimenta-se de peixes bentónicos.
Conforme as classificações, as famílias Notacanthidae e Halosauridae poderão ser incluidas na ordem Albuliformes ou ser incluidas numa ordem à parte (Notacanthiformes). A família Albulidae surgiu no Paleocénico inferior.

## Taxonomia
- Família Albulidae
  - Género Albula
    - Albula argentea
    - Albula forsteri
    - Albula glossodonta
    - Albula nemoptera
    - Albula neoguinaica
    - Albula vulpes

  - Género Pterothrissus
    - Pterothrissus belloci
    - Pterothrissus gissu